# 下川沿站
下川沿站（日语：／ Shimo-Kawazoi eki */?）是位於秋田縣大館市川口，屬於東日本旅客鐵道（JR東日本）的奧羽本線車站。

## 歷史
- 1950年（昭和25年）7月25日：在北秋田郡下川沿村（日语：下川沿村）開設下川沿臨時乘降場[2]，站內設有售賣車票服務。
- 1954年（昭和29年）5月1日：升級至車站[1]。
- 1971年（昭和46年）10月1日：成為無人車站[3][4]。
- 1987年（昭和62年）
  - 2月：把已廢棄的貨物車廂改用為車站站房[5]。
  - 4月1日：伴隨國鐵分割民營化，車站由東日本旅客鐵道（JR東日本）營運。
- 2006年（平成18年）：車站站房重建[1]。
- 2018年（平成30年）12月1日：隨著大館站成為業務委託車站，此站改由東能代站管理。

## 車站構造

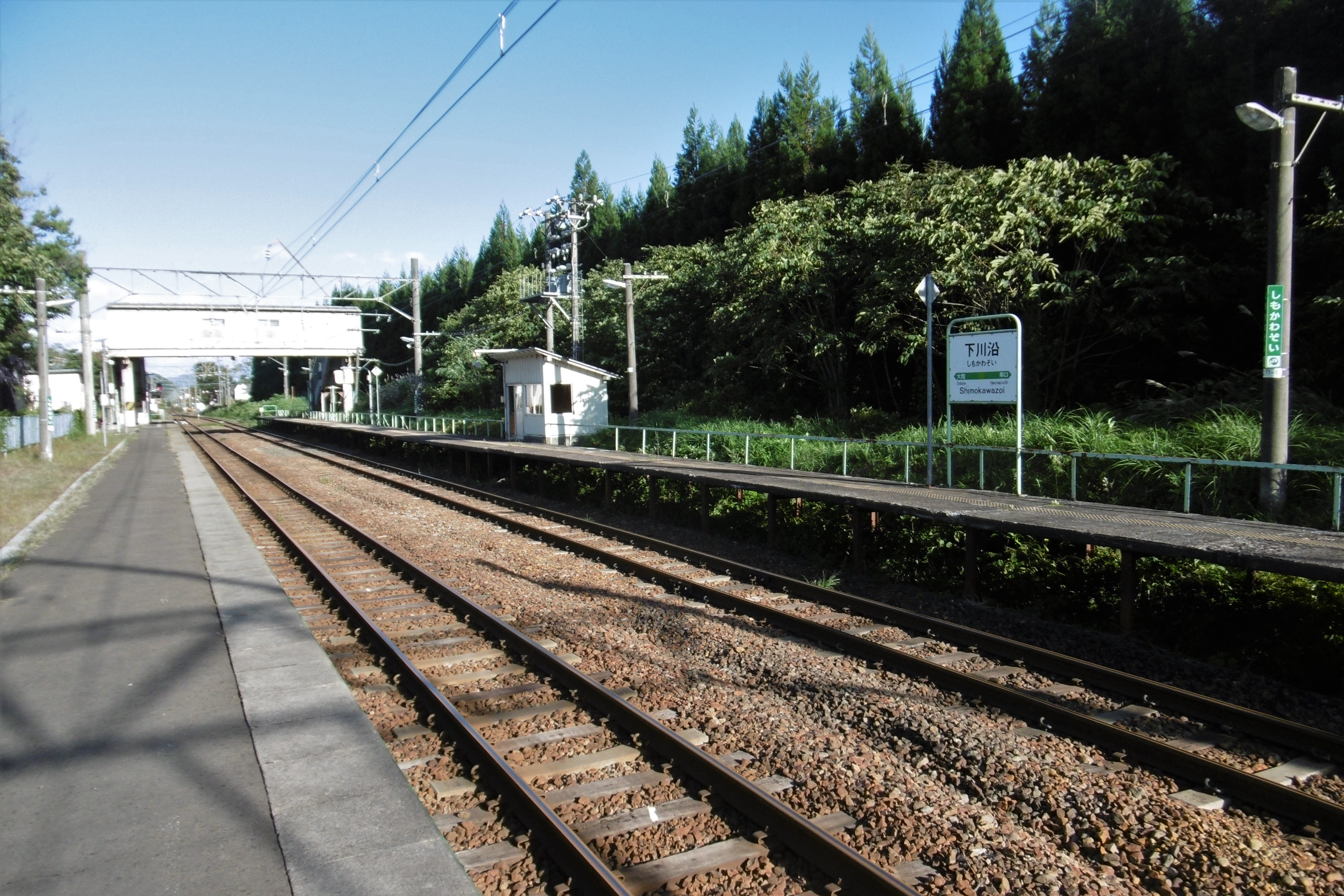
月台望向大館方向

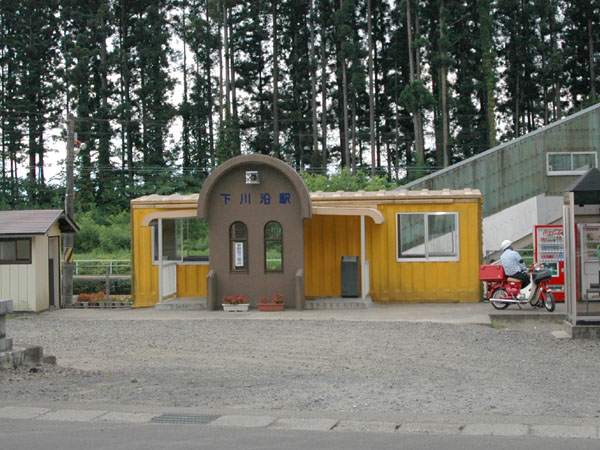
改建前的車站站房（2004年8月）

此站是地面車站，設有2面2線的相對式月台在各月台間透過跨線橋連接。此站是由東能代站管理的無人車站。站內設有簡易自動售票機。

### 月台
| 月台 | 路線      | 上下行 | 方向             |
| ---- | --------- | ------ | ---------------- |
| 1    | ■奧羽本線 | 下行   | 大館、青森方向   |
| 2    | ■奧羽本線 | 上行   | 鷹之巢、秋田方向 |

參考

## 車站周邊

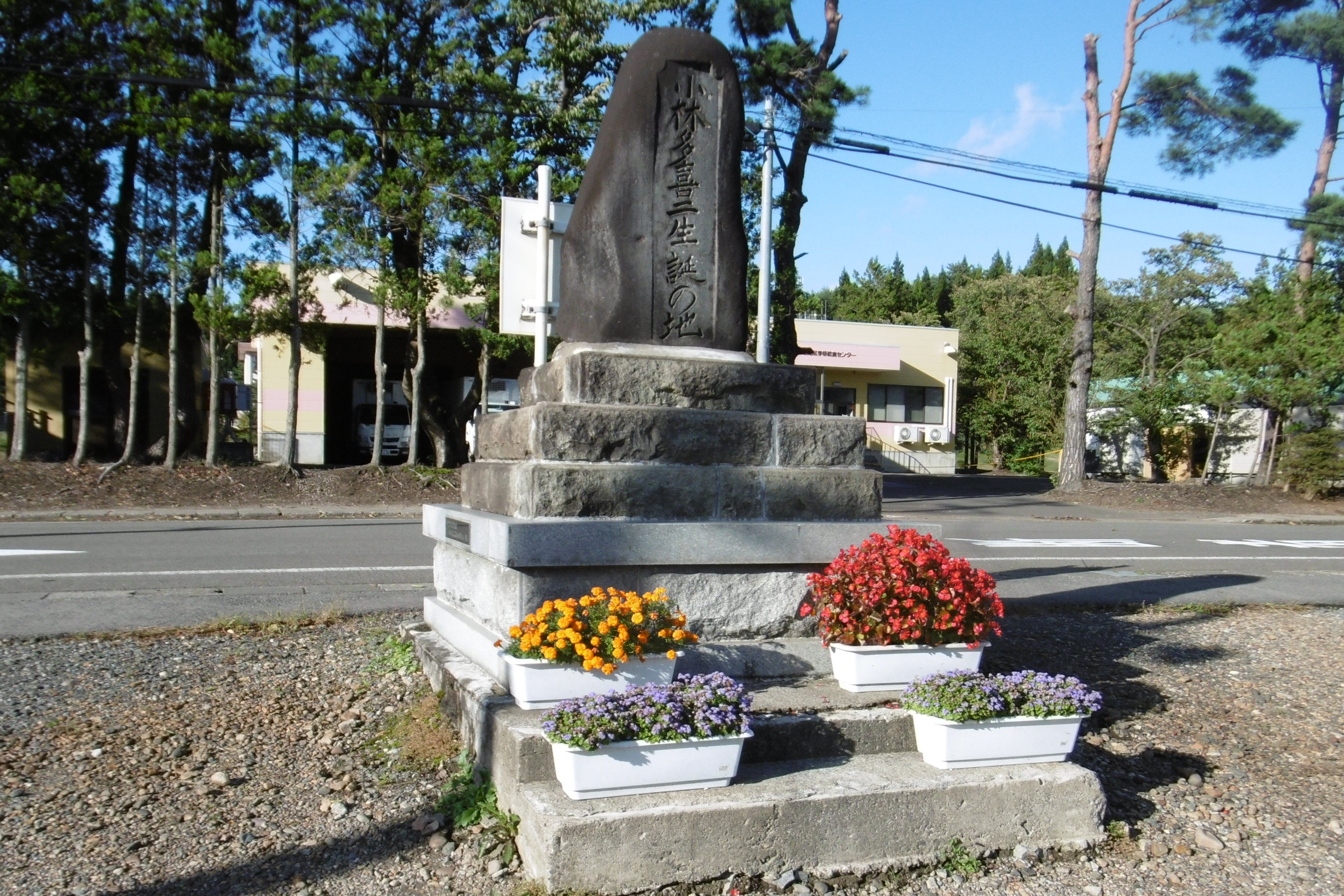
小林多喜二出生地之碑

站前設立了於前下川沿村出身的無產階級文學作家小林多喜二出生地之碑。
- 國道7號
- 大館川口郵局
- 大館市政廳下川沿出張所
- 國道103號（日语：国道103号） 大館南繞道（日语：大館南バイパス）

## 巴士路線
在車站前設有秋北巴士下川沿站前巴士站
- 市立醫院（日语：大館市立総合病院）前方向，前往鳳鳴高校（日语：秋田県立大館鳳鳴高等学校）前，前往大館站前
- 中谷地、大石渡、鷹之巢、米內澤方向

## 相鄰車站
東日本旅客鐵道（JR東日本）
■奧羽本線
□快速
通過
■普通
早口－下川沿－大館

## 注腳
1. 1 2 3 4 5 6 7 8 9  . 週刊朝日百科. 31号 青森駅・弘前駅・深浦駅ほか. 朝日新聞出版. 2013-03-17: 20 （日语）.
2. ↑  讀賣新聞昭和25年7月25日秋田版
3. ↑  “無人駅 奥羽本線下川沿駅”. 秋田魁新報 (秋田魁新報社): p.3 (1975年11月12日 夕刊)
4. ↑  “陳情攻勢で“無人化”が後退 秋鉄局 日中だけ駅員配置 ただし本年度いっぱい” 秋田魁新報 (秋田魁新報社): p12. (1971年9月29日 朝刊)
5. ↑  讀賣新聞昭和62年2月6日秋田讀賣
6. ↑  JR東日本:駅構内図 （页面存档备份，存于）（日語）
7. ↑  田村彦志(2015年2月17日). “小林多喜二:大館の公民館、コーナー開設 初版本など展示−−21日”. 毎日新聞 (毎日新聞社)

## 外部連結
- 車站資訊（下川沿）：東日本旅客鐵道（日語）